# جوون أوشانيوا
جوون أوشانيوا (Juwon Oshaniwa) (و.14 سبتمبر 1990)، هو لاعب كرة قدم نيجيري في مركز مدافع.

## روابط خارجية
- جوون أوشانيوا على موقع الاتحاد الدولي (مؤرشف)  (الإنجليزية)
- جوون أوشانيوا على موقع قاعدة بيانات كرة القدم.إي يو (الإنجليزية)
- جوون أوشانيوا على موقع ناشيونال فوتبول تيمز (الإنجليزية)
- جوون أوشانيوا على موقع Soccerway.com (الإنجليزية)
- جوون أوشانيوا على موقع AS.com (الإسبانية)

جوون أوشانيوا على فرق كرة القدم الوطنية.كوم